# 臺灣奇樹蝽
臺灣奇樹蝽为盲蝽科奇树蝽象属下的一个种。其种加词“formosanus”意为“福爾摩沙（台湾）的”。